# Gustavo Cerati

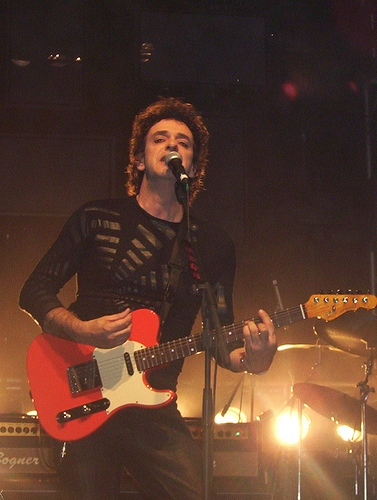
Gustavo Cerati (2007)

Gustavo Adrián Cerati Clark (* 11. August 1959 in Buenos Aires, Argentinien; † 4. September 2014 ebenda) war ein argentinischer Musiker und Singer-Songwriter.

## Karriere
In den 1980er und 1990er Jahren gehörte Cerati zusammen mit Charly Alberti und Zeta Bosio der argentinischen Rockband Soda Stereo an, die seit der Gründung 1982 bis zur Auflösung 1997 eine der populärsten Rockbands Lateinamerikas war. In den frühen 1990er Jahren startete er außerdem eine Solokarriere.
1991 veröffentlichte er mit Daniel Melero das Album Colores Santos. 1994 erschien sein erstes Solo-Album Amor Amarillo. Beim Titelsong wirkte Hector (Zeta) Bosio, der Ex-Bassist von Soda Stereo, mit. Das Lied Bajan war ein Remake eines Werkes von Luis Alberto Spinetta.
Nach seiner Bandkarriere erschien 1999 sein Album Bocanada mit elektronischen Samples und Beats, das er wegen der Texte und Musik eigentlich Cerati Iluminado nennen wollte. Das Album + Bien von 2001 enthielt die Soundtracks des gleichnamigen Films von Regisseur Eduardo Capilla. In diesem Film gab Cerati sein Debüt als Schauspieler. Einen weiteren Soundtrack produzierte er für den Film Solo Por Hoy. Im gleichen Jahr veröffentlichte er 11 Episodios Sinfonicos, Live-Aufnahmen eines Konzert mit einem klassischen Orchester, mit dem er einige seiner beliebtesten Lieder spielte. Mit Siempre es Hoy bot er 2002 neue musikalische Perspektiven. Ein Jahr später erschien unter dem Titel Siempre es Hoy / Reversiones eine Sammlung von Remixes, die von verschiedenen Künstlern der elektronischen Musik aus aller Welt aufgenommen wurden. Das Rock-Album Ahí vamos von 2006, das Hector Castillo and Tweety Gonzalez produzierten, kombiniert Ceratis Gitarrenmusik mit einem melodischen Stil. Innerhalb eines Tages erreichte es in Argentinien Platin.
Cerati hat mehrere Alter Egos in der elektronischen Musik, darunter Plan V, Ocio und Roken. Er hat Alben für andere Künstler produziert; die bekanntesten sind Sueños en Transito für Nicole und Mar für Leo Garcia sowie für die Band Friccion. Er arbeitete außerdem mit Caifanes, Los Calzones und Shakira zusammen.
Cerati gewann am 2. November 2006 je einen Latin Grammy für das beste Rock-Album und den besten Rock-Song. Das Nämliche gelang ihm erneut mit dem Album Fuerza Natural (2009), das 2010 den Latin Grammy gewann.
Am 10. März 2007 gab Cerati ein kostenloses Konzert auf einem Platz in Buenos Aires, das den Abschluss des Sommerprogramms der Stadtverwaltung bildete und zwischen 150.000 und 200.000 Zuschauer anlockte.
Am 7. Juli 2007 trat Cerati gemeinsam mit Shakira beim Live-Earth-Konzert in Hamburg auf.

## Privatleben
Von 1992 bis 2002 war Cerati mit dem chilenischen Model Cecilia Amenábar verheiratet und hatte mit ihr zwei Kinder. Seine Frau wirkte als Sängerin bei seinem ersten Solo-Album Amor Amarillo mit. Später war er mit dem Model Déborah de Corral liiert, die Mitte der 1990er Jahre die Freundin von Charly Alberti war. Sie trat als Gastsängerin im Album Siempre Es Hoy auf. Einige Songs des nächsten Albums Ahí Vamos handeln von ihrer Trennung.
Am 15. Mai 2010 erlitt Cerati nach einem Konzert in Caracas einen Schlaganfall und befand sich danach im Koma. Er starb vier Jahre später am 4. September 2014 im Alter von 55 Jahren an Herzversagen in einem Krankenhaus in Buenos Aires.

## Diskografie

### Soloalben
- 1994: Amor Amarillo (AR: Platin, US: Gold (Latin))
- 1999: Bocanada (AR: Platin, US: Gold (Latin))
- 2002: Siempre es Hoy (AR: Gold)
- 2006: Ahí vamos (AR: Platin)
- 2009: Fuerza Natural (AR: Platin)

### Weitere Alben
- 2001: +Bien
- 2001: 11 Episodios Sinfónicos
- 2003: Siempre es Hoy: Reversiones
- 2004: Canciones Elegidas 93-04 (europäische und amerikanische Ausgabe)

### Andere Projekte
- 1992: Colores Santos (mit Daniel Melero)
- 1995: Colores Santos, The Remixes
- 1996: Plan V (mit Andrés Bucci, Guillermo Ugarte, Christian Powditch und Hugo Chávez)
- 1997: Sueños En Transito (Produzent für Nicole)
- 1998: Plan Black V Dog (mit Black Dog)
- 1999: Ocio - Medida Universal (mit Flavius E.)
- 2000: Ocio - Insular
- 2000: Mar (Produzent für Leo García)
- 2004: Roken (mit Flavius E., Leandro Fresco; nur Live-Auftritte)

### Beiträge für andere Künstler
- Outlandos D'Americas - Tribut an The Police mit Andy Summers, Song Tráeme la noche
- Tribut an Queen (Soda Stereo Song Someday, One day)
- Los Durabeat - Tribut an Beatles
- Fijacíon Oral Vol.1 + 2 mit Shakira (Día Especial, No)

### Videoalben
- 2001: 11 Episodios Sinfónicos (AR: Platin)

## Auszeichnungen für Musikverkäufe
| Goldene Schallplatte - Mexiko - 2021: für die Single Cactus - 2024: für das Album Bocanada Platin-Schallplatte - Mexiko - 2023: für das Album Fuerza Natural | 7× Goldene Schallplatte - Mexiko - 2025: für die Single No - 2025: für die Single Adios |

| Land/RegionAuszeichnungen für Musikverkäufe (Land/Region, Auszeichnungen, Verkäufe, Quellen) | Gold     | Platin       | Verkäufe | Quellen              |
| -------------------------------------------------------------------------------------------- | -------- | ------------ | -------- | -------------------- |
| Argentinien (CAPIF)                                                                          | Gold1    | 5× Platin5   | 268.000  | capif.org.ar AR2 AR3 |
| Mexiko (AMPROFON)                                                                            | 4× Gold4 | 7× Platin7   | 585.000  | amprofon.com.mx      |
| Vereinigte Staaten (RIAA)                                                                    | 2× Gold2 | —            | 60.000   | riaa.com             |
| Insgesamt                                                                                    | 7× Gold7 | 12× Platin12 |          |                      |